# Paul Robinson (ur. 1979)
Paul William Robinson (ur. 15 października 1979 w Beverley) – angielski piłkarz grający na pozycji bramkarza. Był członkiem angielskiej kadry na Euro 2004. Wystąpił na Mistrzostwach Świata 2006. W reprezentacji Anglii w latach 2003–2007 rozegrał 41 meczów.
12 stycznia 2008 roku piłkarz zażądał wystawienia na listę transferową Tottenham Hotspur F.C. Przyczyną tego stanu rzeczy jest fakt, iż pomiędzy zawodnikiem a trenerem, Juanem de la Cruzem Ramosem Cano, doszło do rękoczynów. 26 lipca 2008 roku podpisał kontrakt z Blackburn Rovers F.C., który zapłacił za niego 3,5 miliona funtów. W karierze strzelił 2 bramki. Jedną w barwach Leeds United A.F.C. (w Pucharze Ligi), a drugą już w Tottenham Hotspur F.C.

## Występy w reprezentacji
| Reprezentacja Anglii w piłce nożnej mężczyzn |         |      |   |
| Lata                                         | Występy | Gole |   |
| 2003                                         | 4       | 0    |   |
| 2004                                         | 5       | 0    |   |
| 2005                                         | 9       | 0    |   |
| 2006                                         | 14      | 0    |   |
| 2007                                         | 9       | 0    |   |
| Łącznie                                      | Łącznie | 41   | 0 |